# Емпіричне правило
Емпіричне правило (англ. rule of thumb) — це широко використовуваний принцип, що не має на меті бути повністю точним для будь-якої ситуації. Це проста у вивченні та застосуванні процедура для обчислення чи пригадування певного значення. Подібне поняття, евристика, використовують в математиці, психології, та комп'ютерних науках, особливо при розробці алгоритмів.